# Rebel Dykes
Rebel Dykes is een documentaire uit 2021 over een deel van het lesbische circuit van Londen uit de jaren tachtig. De film vertelt het verhaal van een groep jonge lesbo's die punk koppelden aan het feminisme, maar dan vooral de sekspositieve, meer individualistische variant. De film werd geregisseerd door Harri Shanahan en Sîan Williams. Groep en subcultuur werden door de filmmakers Rebel Dykes genoemd.

## De vrouwen
De eerste vrouwen die later de betreffende subcultuur zouden vormen, ontmoetten elkaar op het Greenham Common Women's Peace Camp, een anti-kernwapenprotest. Daar gaven ze zich over aan seks en alcohol, tussen het actievoeren door. Het was voor velen van hen de eerste plek waar ze in veiligheid voor hun geaardheid uit konden komen. Terug in Londen concentreerde de groep zich in en rond de kraakpanden van de wijk Brixton. De subcultuur was radicaal en dwars in meer dan een opzicht. Door onder meer kledingkeuzes was de groep herkenbaar voor ingewijden, maar ook voor buitenstaanders. Leren jassen, kort haar, piercings en tatoeages kenmerkten hun stijl. Die was in het Groot-Brittannië van Margaret Thatcher zeer tegendraads en een reden om vooral 's avonds de straat op te gaan. Die stijl was voor andere lesbo's en vooral lesbisch-feministen onacceptabel, vanwege een associatie met bdsm en ander seksueel grensverleggend gedrag. De groep stond open voor sekswerkers en transseksuelen, waartegen het (lesbisch) feminisme van die tijd ook grote bezwaren had.
Leden van de groep waren van belang bij de stichting van de Chain Reaction, een lesbische SM- en fetisj-club, waar de vrouwen ook vaak samenkwamen. Ook waren ze betrokken bij de verkoop van seksspeeltjes en het uitgeven van een lesbisch fetisj-blad. Daarbij werden ze zeer gehinderd door de strenge Britse fatsoenswetten, waartegen ze dan ook vaak actie voerden. Zo drongen ze in 1988 de studio van BBC News binnen tijdens een live-uitzending en verstoorden ze een vergadering van het House of Lords nadat daar de anti-homowet Sectie 28 was gepasseerd.

## De film
De film bestaat uit interviews met leden van de groep, aangevuld met algemene informatie. Een gebrek aan origineel beeldmateriaal uit de periode wordt opgelost door veelvuldig gebruik van animatie. Voor de soundtrack werd een hoeveelheid feministische punk en postpunk uit die tijd aan de vergetelheid onttrokken.